# Macaranga suwo
Macaranga suwo är en törelväxtart som beskrevs av Timothy Charles Whitmore. Macaranga suwo ingår i släktet Macaranga och familjen törelväxter. Inga underarter finns listade i Catalogue of Life.